# Nyssodrysternum rubiginosum
Nyssodrysternum rubiginosum är en skalbaggsart som beskrevs av Monné 1975. Nyssodrysternum rubiginosum ingår i släktet Nyssodrysternum och familjen långhorningar.
Artens utbredningsområde är Venezuela. Inga underarter finns listade i Catalogue of Life.